# Stan Coveleski
Stanley Anthony Coveleski, nato Stanislaus Kowalewski (Shamokin, 13 luglio 1889 – South Bend, 20 marzo 1984), è stato un giocatore di baseball statunitense di ruolo lanciatore nella Major League Baseball (MLB). È stato introdotto nella National Baseball Hall of Fame nel 1969.

## Carriera
Coveleski giocò per quattordici stagioni nella American League (AL) per Philadelphia Athletics, Cleveland Indians, Washington Senators e New York Yankees. In 450 gare in carriera, terminò con un record di 215–142, con 224 gare complete e una media PGL di 2.89. Iniziò a giocare nel baseball professionistico nel 1908, seguendo le orme del fratello maggiore, Harry Coveleski. Giocò principalmente per i Lancaster Red Roses fino al debutto nelle major league con gli Athletics nel 1912. Dopo altre tre stagioni nelle minor league, firmò con gli Indians nel 1916. Con essi vinse le World Series nel 1920, durante le quali vinse tre partite con una media PGL di 0.67 che rimane un record per le World Series
Conclusa l'esperienza con gli Indians, Coveleski passò tre stagioni con i Senators e l'ultima con gli Yankees prima di ritirarsi dopo quella del 1928. Coveleski era specializzato nel lanciare la cosiddetta spitball, una palla alterata con una sostanza estranea, come tabacco da masticare. La pratica era legale all'inizio della sua carriera ma venne vietata nel 1920. Fu tuttavia uno dei 17 lanciatori a cui fu permesso di continuare ad utilizzare quella tecnica.

## Palmarès

### Club
- World Series: 1

Cleveland Indians: 1920

### Individuale
- Leader della American League in media PGL: 2

1923, 1925
- Leader della American League in strikeout: 1

1920

## Nei Media
È citato nel film per ragazzi  "I Kill Giants".